# Maddie Blaustein
Madeleine Joan Blaustein, detta Maddie (nata Adam Seth Blaustein; Long Island, 9 ottobre 1960 – Jersey City, 11 dicembre 2008), è stata una doppiatrice statunitense.
Sorella di Jeremy Blaustein, era una donna transgender.
Doppiatrice di One Piece e Yu-Gi-Oh!, è stata la voce di Meowth nell'anime Pokémon, dove ha prestato la sua voce anche per i personaggi di Lt. Surge, Bill e Bruno e di alcuni Pokémon tra cui il Corphish ed il Torkoal di Ash Ketchum.
La notizia della sua morte è prima apparsa su alcuni fan site dedicati ai Pokémon ed in seguito confermata dalla 4Kids Entertainment.